# كأس ويلز 1949–50
كأس ويلز 1949–50 (بالإنجليزية: 1949–50 Welsh Cup)‏ هو موسم من كأس ويلز. فاز فيه سوانزي سيتي.